# Кастільйоне-Олона
Кастільйоне-Олона (італ. Castiglione Olona) — муніципалітет в Італії, у регіоні Ломбардія,  провінція Варезе.
Кастільйоне-Олона розташоване на відстані близько 520 км на північний захід від Рима, 40 км на північний захід від Мілана, 9 км на південний схід від Варезе.
Населення — 7754 особи (2014).

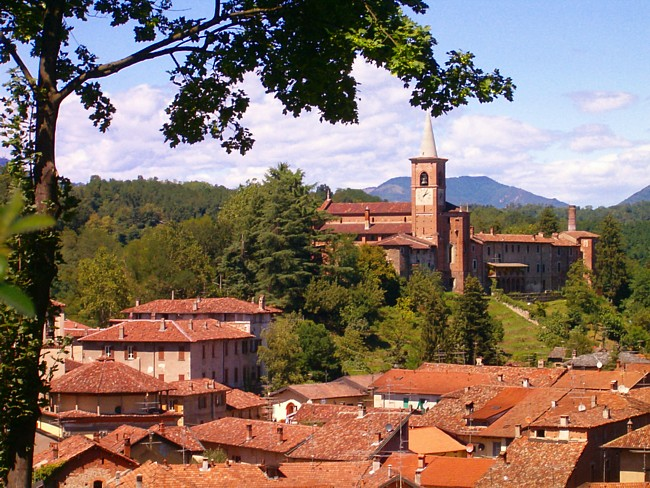

Щорічний фестиваль відбувається 7 жовтня. Покровитель — Beata Vergine Maria del Rosario.

## Демографія
Населення за роками:

Станом на 1 січня 2023 року в муніципалітеті офіційно проживало 377 іноземців з 42 країн, серед них 54 громадяни країн Євросоюзу та 45 громадян України.

## Сусідні муніципалітети
- Каронно-Варезіно
- Горнате-Олона
- Лоцца
- Мораццоне
- Ведано-Олона
- Венегоно-Інферіоре
- Венегоно-Суперіоре

## Міста-побратими
- Етюп, Франція